# Jean-Jacques Vidal (musicien)
Pour les articles homonymes, voir Jean-Jacques Vidal et Vidal.
Jean-Jacques Vidal est un violoniste et chef d'orchestre français né le 6 mars 1789 à Sorèze et mort le 13 juin 1867 à Paris.

## Biographie
Jean-Jacques Vidal naît le 6 mars 1789 à Sorèze dans le Tarn,.
Il commence l'apprentissage de la musique à l'école royale militaire de Sorèze, où il est élève de 1796 à 1803. Son père est professeur de musique vocale et basse dans l'établissement tarnais.
Il entre ensuite au Conservatoire de Paris, où il est élève de Rodolphe Kreutzer en violon, de Charles-Simon Catel en harmonie et de François-Joseph Gossec en composition. Au sein du Conservatoire, il obtient un 1er prix de violon en 1808 puis un 2d prix de contrepoint et fugue en 1809,. 
Candidat au Prix de Rome en 1809, Vidal est lauréat d'un deuxième second grand prix avec sa cantate Agar dans le désert sur un texte d'Étienne de Jouy,,. 
En 1815, il intègre comme premier violon l'orchestre de la Chambre du roi et en 1816 celui de l'Opéra de Paris. Le 7 octobre 1831, il épouse à Paris Émilie Carré d'Haronville. De 1831 à 1833, il est aussi chef d'orchestre au Théâtre-Italien, puis, entre 1836 et 1841, violoniste et chef à l'Athénée musical,.  
Jean-Jacques Vidal se produit également comme musicien chambriste, notamment comme second violon de Pierre Baillot. 
Il est dédicataire du Quintetto pour deux violons, alto, violoncelle et basse, op. 19, de George Onslow. 
Vidal meurt à Paris le 13 juin 1867 en son domicile du 23 rue de Provence. 